# (23119) 2000 AP33
(23119) 2000 AP33 è un asteroide troiano di Giove del campo greco. Scoperto nel 2000, presenta un'orbita caratterizzata da un semiasse maggiore pari a 5,263033 UA e da un'eccentricità di 0,131879, inclinata di 18,431554° rispetto all'eclittica. Ha un diametro di 32,954 km e un'albedo di 0,059.